# Villa García
Villa García är en kommunhuvudort i Mexiko.   Den ligger i kommunen Villa García och delstaten Zacatecas, i den centrala delen av landet, 400 km nordväst om huvudstaden Mexico City. Villa García ligger 2 101 meter över havet och antalet invånare är 5 489.
Terrängen runt Villa García är platt åt sydväst, men åt nordost är den kuperad. Runt Villa García är det ganska glesbefolkat, med 50 invånare per kvadratkilometer. Närmaste större samhälle är Loreto, 12,8 km norr om Villa García. Omgivningarna runt Villa García är i huvudsak ett öppet busklandskap.